# Formigal

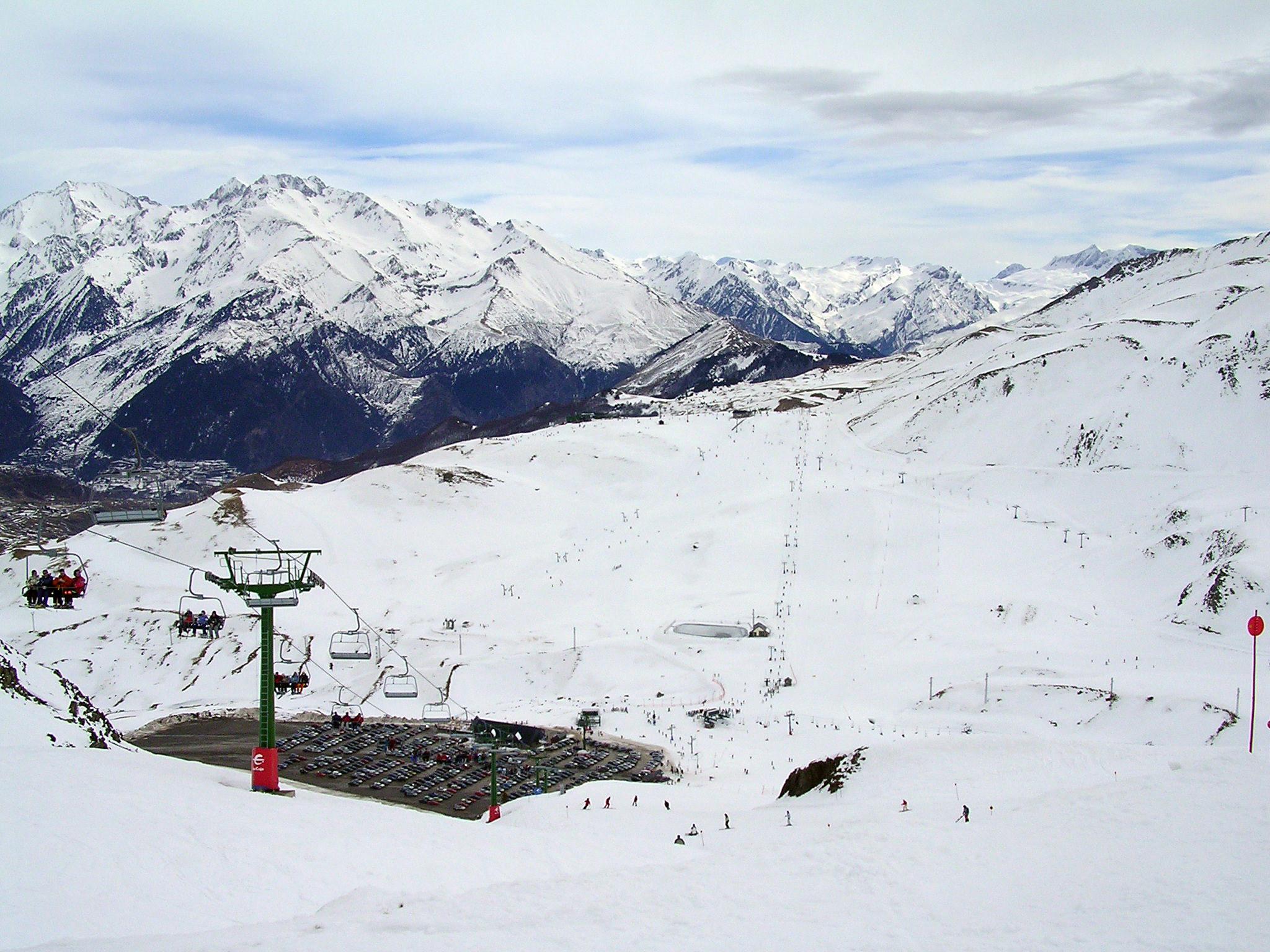
Blick auf das Skigebiet

Formigal-Panticosa ist ein spanisches Skigebiet in den Pyrenäen in der Provinz Huesca in der autonomen Region Aragon.
Insgesamt 180 km Skipisten zählen zum Skigebiet im Norden Spaniens. Der höchste Gipfel ist der Tres-Hombres-Gipfel auf 2250 m Seehöhe.
Vom Tal auf circa 1500 m ü.N. mit zahlreichen Hotels und Restaurants führt ein 8er-Sessellift direkt ins Skigebiet, das 97 Pisten unterschiedlichen Gefälles aufweist.
Das ganze Formigal-Panticosa Skigebiet ist mit 550 Kunstschneekanonen ausgestattet. Die Bergbahnen können bis zu maximal 50.005 Besucher in der Stunde befördern. Es verfügt über 15 grüne, 25 blaue, 51 rote und 43 schwarze Pisten. Außerdem werden je nach Saison bis zu 5 verschiedene Themenparks aufgebaut; darunter zählen ein Freestyle Park, Border Cross Park oder eine Chrono-Slalom-Strecke.
Im Jahr 2008 wurde in Formigal die FIS-Ski-Juniorenweltmeisterschaft ausgetragen.